# ستار ستريك
ستار ستريك هو نظام دفاع جوي محمول على الكتف قصير المدى بريطاني، تبلغ سرعة الصاروخ ثلاثة أضعاف سرعة الصوت. دخل الصاروخ الخدمة في الجيش البريطاني في 1997.